# NGC 7826
NGC 7826 é um asterismo na direção da constelação de Cetus. O objeto foi descoberto pelo astrônomo William Herschel em 1784, usando um telescópio refletor com abertura de 18,6 polegadas. 